# لایه انتزاعی سخت‌افزاری

لایه های انتزاعی سخت افزاری

لایه تجرید سخت‌افزار (به انگلیسی: Hardware Abstraction Layer یا HAL)
این لایه در برخی از سیستم های عامل جهت شبیه سازی سخت افزار برای لایه های بالاتر طراحی شده است که مجموعه‌ای از روال‌ها در سیستم‌عامل است و برخی از جزئیات وابسته به پلت‌فرم را تقلید می‌کند تا برنامه‌ها به منابع سخت‌افزاری دسترسی مستقیم داشته باشند.